# Scoreiu
Scoreiu – wieś w Rumunii, w okręgu Sybin, w gminie Porumbacu de Jos. W 2011 roku liczyła 660 mieszkańców.